# سهلورق زودي
سهلورق زودي(بالجعزية: ሳህለወርቅ ዘውዴ)‏ (مواليد 21 فبراير 1950) هي رئيسة إثيوبيا، بعد أن انتخبها البرلمان الإثيوبي في 25 أكتوبر 2018 لتصبح أول امرأة تتقلد هذا المنصب في تاريخ إثيوبيا. وهي دبلوماسية سابقة عملت قبل ذلك ممثلًا خاصًا للأمين العام للأمم المتحدة أنطونيو غوتيريش لدى الاتحاد الأفريقي ورئيس مكتب الأمم المتحدة لدى الاتحاد الأفريقي على مستوى وكيل الأمين العام للأمم المتحدة.

## التعليم
درست سهلورق العلوم الطبيعية بجامعة مونبلييه في فرنسا، كما تتقن الأمهرية والفرنسية والإنجليزية.

## نشاطها الدبلوماسي

### عملها دبلوماسية
هي من قدامى العاملين في الخدمة الخارجية الإثيوبية، عملت سهلورق سفيرا في السنغال، واعتمدت سفيرة في مالي والرأس الأخضر وغينيا بيساو وغامبيا وغينيا، من عام 1989 إلى عام 1993. وفي الفترة من عام 1993 إلى عام 2002، كانت سفيرا في جيبوتي وممثلة دائمة لدى الهيئة الحكومية للتنمية (إيغاد). وعملت لاحقا سفيرا لدى فرنسا، الممثل الدائم لدى منظمة الأمم المتحدة للتربية والعلم والثقافة (اليونسكو) وايضا سفيرة لدى تونس والمغرب في الفترة 2002-2006.
وبعد ذلك شغلت عددًا من المناصب الرفيعة الأخرى فقد تولت منصب الممثل الدائم لإثيوبيا لدى الاتحاد الأفريقي ولجنة الأمم المتحدة الاقتصادية لأفريقيا (ECA) وعملت مديرًا عاماً للشؤون الأفريقية في وزارة الخارجية في إثيوبيا.

### عملها مع الأمم المتحدة
حتى عام 2011، عملت سهلورق ممثلًا خاصًا للأمين العام للأمم المتحدة بان كي مون ورئيس مكتب الأمم المتحدة لبناء السلام في جمهورية أفريقيا الوسطى (BINUCA).
في عام 2011، عين بان كي مون سهلورق مديراً عاماً لمكتب الأمم المتحدة في نيروبي (UNON). وكانت أول شخص يشغل هذا المنصب على مستوى وكيل الأمين العام للأمم المتحدة.

## رئاسة إثيوبيا
عُينت سهلورق رئيسًا لإثيوبيا في 25 أكتوبر 2018، وهي أول امرأة تعمل في هذا المنصب والرئيس الرابع منذ وصول ائتلاف الجبهة الديمقراطية الثورية للشعب الإثيوبي الحاكم إلى السلطة. استبدلت مولاتو تيشومي الذي استقال في ظروف غامضة ومن المتوقع أن تخدم فترتين لمدة ست سنوات. تعيين سهلورق يجعلها الرئيسة الأنثى الوحيدة لدولة أفريقية في الوقت الحالي.

## حياتها الخاصة
سهلورق لديها ولدان. لغتها الأم هي الأمهرية. وهي تتحدث أيضًا الفرنسية والإنجليزية. تنادى باسمها المجرد "سهل-ورك" لأن الألقاب غير شائعة في إثيوبيا؛ زودي هو اسم والدها.

## روابط خارجية
- سهلورق زودي على موقع مونزينجر (الألمانية)
- نشرة صحَفية للأمم المتحدة